# Daniel Sea
Daniel Sea (* 1977 Malibu, Kalifornie) je americký herec, filmař a muzikant, známý především z role Moiry/Maxe Sweeneyho z populárního seriálu The L Word s LGBT tematikou.

## Život
Vyrostl v Malibu v Kalifornii, kde jej vychovali jeho hrdí hippies rodiče. Při narození mu bylo určeno ženské pohlaví. Když byl ještě dítě, jeho otec se vyoutoval jako gay. Jeho matka si našla nového muže, který učil Daniela surfovat. S nevlastním otcem se také oba odstěhovali na Havaj.
V dospělejším věku Daniel procestoval postupně téměř všechny země Evropy a Asie. Stopem projel celé Turecko, živil se pouličním herectvím. Nějaký čas také figuroval v Polském cirkusu, kde vystupovala jako žonglér s ohněm. Žil také 8 měsíců v Indii, kde se vydával za muže. Poté se ujal v hudební kapele, známé svou oblibou v dragu.
Již od svých šestnácti let je vegetariánem, v posledních letech již veganem. V této souvislosti natočil i reklamu pro organizaci PETA.
O své sexualitě v roce 2006 řekl: „Nevěřím, že na pohlaví až tak nezáleží, což mě tlačí politickým směrem k tomu, abych se identifikovala jako lesba, protože jsem feminista a mám pocit, že ženy jsou stále v této společnosti utlačovány. Vůbec nemám pocit (jako většina lidí), že lidstvo ušlo velký kus od homofobních názorů. Zároveň ale vím, že existuje plno zajímavých lidí z různých spekter, a tak nikdy nevíte, kdo vás zaujme. Z tohoto pohledu bych se označil spíše za bisexuála, nebo zkrátka za někoho, kdo nechává prostor otevřenému konci.“
Poté, co se vrátil z Evropy, odstěhoval se do New Yorku a rozhodl se znovu nastoupit hereckou dráhu. Dal proto svou nahrávku obsahující konkurz do filmu kamarádce, která v té době pracovala na seriálu The L Word. Poté obdržel telefonát s pozvánkou do Los Angeles na živý konkurz. V něm uspěl a dostal nabídku role Moiry Sweeney, crossdressingově založené počítačové virtuózky, která se přistěhovala s Jenny z Midwestu. V průběhu série se Moira vyvine v transgender muže, který přijme nové jméno Max.
V rozhovoru s Drewem Gregorym z května 2021 Daniel popsal cestu ke své genderové identitě. Mluvil o počátcích jazyka, který vystihuje nebinární identitu, a jak se v tom musel zorientovat při hraní trans postavy Maxe Sweeneyho v seriálu The L Word. Sea později upřesnil svou genderovou identitu jako trans, nebinární, genderově expanzivní a queer. Do svého popisu na Instagramu také přidal zájmena „they/he“.